# Anna Munther
Anna Ingeborg Carlsson Munther, född 26 september 1915 i Hyssna, Älvsborgs län, död 12 januari 2000 i Borås Gustav Adolfs församling, var en svensk målare och grafiker.
Hon började studera konst vid Annelunds målarskola i Borås 1949 och vistades i Paris 1950-1952 där hon sporadiskt studerade vid Académie de la Grande Chaumière och vid  André Lhotes målarskola, under Paristiden företog hon studieresor till Balearerna. Hon medverkade regelbundet i samlingsutställningar med andra Boråskonstnärer på Borås konsthall samt i grupputställningar i Göteborg, Viskafors och Borås. Hennes konst består av landskapsskildringar utförda i olja eller i form av träsnitt.